# Compagnie du chemin de fer de la Seudre
La Compagnie du chemin de fer de la Seudre est une société anonyme constituée le 9 mai 1867 pour la concession de la ligne de Pons à La Tremblade, avec embranchement de Saujon sur Royan.

## Réseau
- Ligne de Pons à Saujon
- Ligne de Saujon à La Grève
- Ligne de Saintes à Royan